# Кеплань
Кеплань (рум. Căplani) — село в Молдові в Штефан-Водському районі. Утворює окрему комуну.
| Молдова | Це незавершена стаття з географії Молдови. Ви можете допомогти проєкту, виправивши або дописавши її. |